# Lemorai
Lemorai ist eine Aldeia in der osttimoresischen Landeshauptstadt Dili. Die Aldeia liegt im Nordwesten des Sucos Vila Verde (Verwaltungsamt Vera Cruz). In Lemorai leben 1926 Menschen (2015).

## Lage

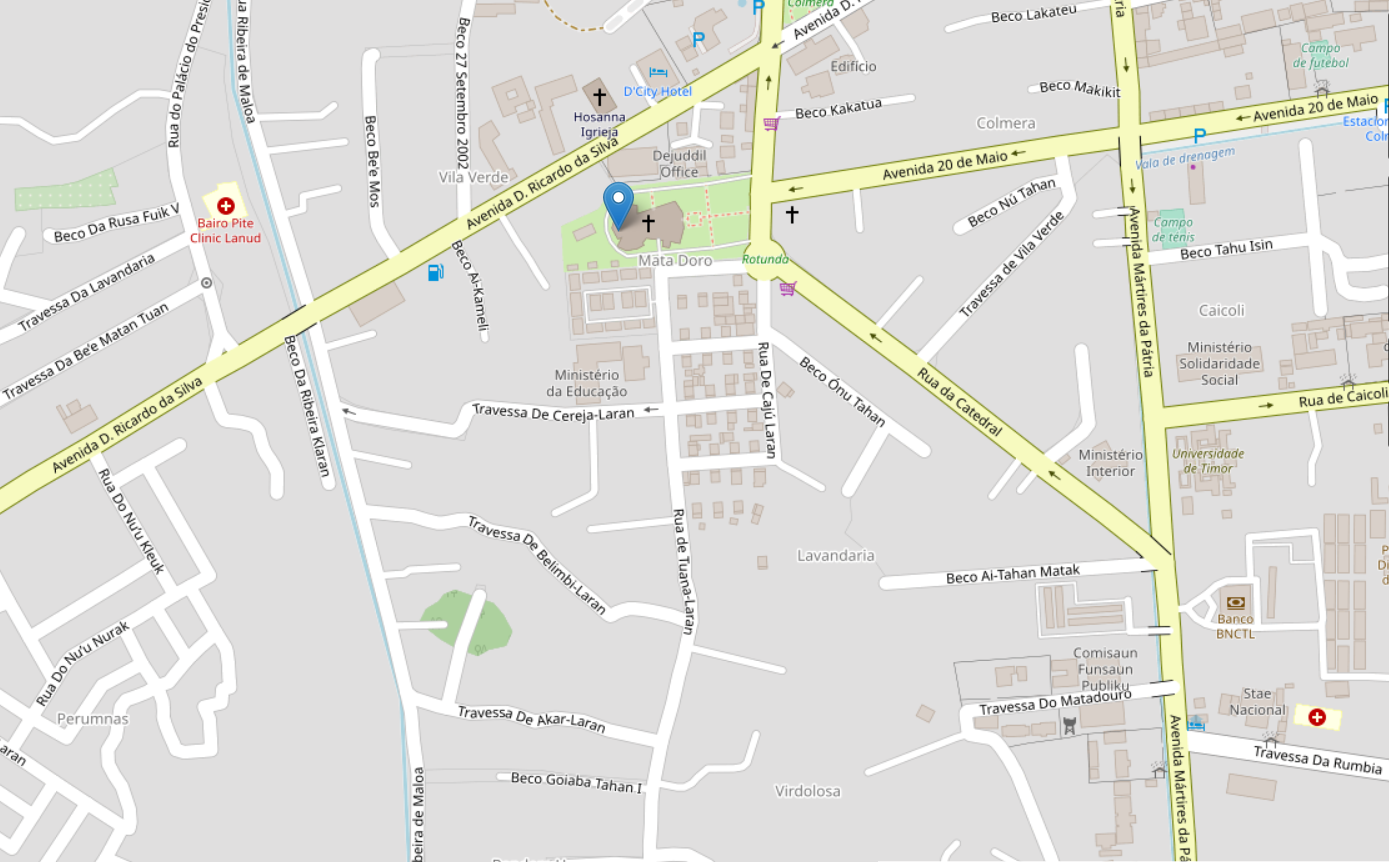
Straßenkarte vom Norden Vila Verdes

Südlich von Lemorai liegt jenseits der Travessa de Akar-Laran die Aldeia Matua. Die Ostgrenze zur Aldeia Nopen bildet die Straßen Rua de Tuana-Laren und weiter nördlich zur Aldeia Gideon die Rua da Catedral. Nördlich der Avenida Dom Ricardo da Silva befindet sich der Suco Motael und westlich der Rua Ribeira de Maloa und des Flussbetts des Maloa der Suco Bairro Pite.
Zu Lemorai gehört der Süden des traditionellen Stadtteils Vila Verde, der Nordwesten von Mata Doro (Matadouro) sowie der Westen von Lafandaria.

## Einrichtungen
Die Kathedrale von Dili und ihre Nebengebäude nehmen die Nordostspitze der Aldeia ein. Westlich davon hat die Nichtregierungsorganisation La’o Hamutuk ihren Sitz. Etwas weiter südlich der Kathedrale steht das Bildungsministerium.